# Lycaena discoelongata
Lycaena discoelongata är en fjärilsart som beskrevs av Vorbr. Lycaena discoelongata ingår i släktet Lycaena och familjen juvelvingar. Inga underarter finns listade i Catalogue of Life.